# Miquel Montoro Fons
Miquel Montoro Fons (Sant Llorenç des Cardassar, 7 de febrer de 2006) és un youtuber i instagramer mallorquí, també col·laborador del programa Uep! Com anam? d'IB3 Televisió. Principalment es dedica a la divulgació de coneixements relacionats amb el món rural que grava a una petita finca a Sant Llorenç des Cardassar. A principis del 2020, compta amb més de 10 milions de visualitzacions a YouTube i més de 730.000 seguidors a Instagram.
Tan sols sis mesos després de crear el seu canal a Youtube, Miquel Montoro es va fer conegut gràcies al vídeo viral «Ses teronjes», que a principis de 2020 acumula més de dos milions dos-centes mil visualitzacions. El maig del 2017 estrenà un videoclip musical amb Lo Pau de Ponts al canal de televisió balear IB3.
A finals de 2019, Miquel Montoro va tornar a esdevenir viral a causa d'un vídeo d'Instagram -que fins al moment no havia tingut cap repercussió-, on pronuncia la frase «Hòstia, pilotes! Que en són de bones, m'encanten!». Aquest cop el vídeo viral es va estendre més enllà dels Països Catalans gràcies en gran part a la promoció que en van fer famosos youtubers amb un públic castellanoparlant com The Grefg i ElRubius. Això va provocar que a principis del 2020 fos convidat a diversos programes televisius i de ràdio de l'Estat espanyol.